# Echinogammarus pirloti
Echinogammarus pirloti is een vlokreeftensoort uit de familie van de Gammaridae. De wetenschappelijke naam van de soort is voor het eerst geldig gepubliceerd in 1940 door Sexton & Spooner.